# Carrer de Santa Marta (Olesa de Bonesvalls)
El carrer Santa Marta és un carrer d'Olesa de Bonesvalls (Alt Penedès) inclòs a l'Inventari del Patrimoni Arquitectònic de Catalunya.

## Descripció
Hi ha diverses cases entre mitgeres amb planta baixa i un pis, façanes de pedra i porta d'entrada amb arc format per dovelles. Els interiors tenen arcs apuntats de pedra. Es troba al barri de l'hospital a 500 metres del nucli d'Oleseta. Forma part del conjunt històric-monumental més important d'Oleseta.

## Història
El carrer està situat en un nucli de poblament proper al poble d'Olesa de Bonesvalls i que va formar-se al voltant de l'Hopital de Cervelló, fundat en el segle xiii per Guillem de Cervelló amb la finalitat d'allotjar-hi els viatges que passessin per l'antic camí de Barcelona a Vilafranca del Penedès.